# Who Is Jill Scott? Words and Sounds Vol. 1
Albums de Jill Scott
Experience: Jill Scott 826+
(2001)
Singles
1. Love Rain
Sortie : 2000
2. Gettin' in the Way
Sortie : 11 avril 2000
3. A Long Walk
Sortie : 29 août 2000
4. The Way
Sortie : 5 juin 2001

Who Is Jill Scott? Words and Sounds Vol. 1 est le premier album studio de Jill Scott, sorti le 18 juillet 2000.
Bien que He Loves Me (Lyzel in E Flat) ne soit pas un single, ce titre, dédicacé à l'époux de la chanteuse, Lyzel Williams, a connu un grand succès, notamment en raison des prestations de Jill Scott à la télévision. Il a également fait l'objet de remixes dance qui seront inclus dans l'album Experience: Jill Scott 826+ l'année suivante. La chanteuse de gospel Karen Clark-Sheard et sa fille Kierra ont repris la chanson avec de nouvelles paroles et l'ont intégrée dans l'album The Heavens Are Telling en 2003 sous le titre You Loved Me. Le groupe allemand Monrose a également repris ce morceau dans son DVD Popstars – The Making of Monrose, en 2006. Beyoncé a inclus cette chanson dans un medley interprété avec Dangerously in Love 2 lors de la tournée The Beyoncé Experience en 2007. 
La douzième piste, The Roots (Interlude), est un extrait de la version live de You Got Me, une chanson des Roots de 1999, coécrite par Jill Scott.
L'album s'est classé 2e au Top R&B/Hip-Hop Albums et au Heatseekers, 13e au Top Internet Albums et 17e au Billboard 200.
Il a été nommé aux Grammy Awards 2001 dans les catégories « meilleur album R&B », « meilleur nouvel artiste » et « meilleure prestation vocale RnB féminine » pour Gettin' in the Way.
Slant Magazine l'a classé à la 70e place de sa liste des « 100 meilleurs albums des années 2000 ».

## Liste des titres
| No  | Titre                                      | Auteur                                                        | Contient un (des) sample(s) de                            | Durée |
| --- | ------------------------------------------ | ------------------------------------------------------------- | --------------------------------------------------------- | ----- |
| 1.  | Jilltro                                    | Andre Harris, Darren Henson                                   |                                                           | 1:03  |
| 2.  | Do You Remember (featuring Taalid Johnson) | Jill Scott, Harris                                            |                                                           | 4:43  |
| 3.  | Exclusively                                | Scott, Jeff Townes                                            |                                                           | 2:05  |
| 4.  | Gettin' in the Way                         | Scott, Vidal Davis                                            | Pinball Number Count des Pointer Sisters                  | 3:56  |
| 5.  | A Long Walk                                | Scott, Harris                                                 |                                                           | 4:41  |
| 6.  | I Think It's Better                        | Scott, Harris                                                 |                                                           | 1:42  |
| 7.  | He Loves Me (Lyzel In E Flat)              | Scott, Keith Pelzer                                           |                                                           | 4:45  |
| 8.  | It's Love                                  | Scott, Henson, Pelzer                                         |                                                           | 5:54  |
| 9.  | The Way                                    | Scott, Harris                                                 |                                                           | 4:16  |
| 10. | Honey Molasses                             | Scott, Carvin Haggins                                         |                                                           | 2:41  |
| 11. | Love Rain                                  | Scott, Davis                                                  |                                                           | 4:12  |
| 12. | The Roots (Interlude)                      | Ahmir Khalib Thompson, Tariq Trotter, Scott Storch, Scott     |                                                           | 0:57  |
| 13. | Slowly Surely                              | Scott, Henson, Don Thompson                                   | Days Gone by (Egyptology) de Moe Koffman                  | 4:35  |
| 14. | One Is the Magic #                         | Scott, Davis                                                  |                                                           | 3:48  |
| 15. | Watching Me                                | Scott, Ted Thomas, Jr., Rich Medina, Roy Ayers, William Allen | Want You de Roy Ayers Tohubohu Part I de Marc Moulin      | 3:45  |
| 16. | Brotha                                     | Scott, Pelzer, Allen Toussaint                                | Get Out of My Life de Joe Williams and The Jazz Orchestra | 3:25  |
| 17. | Show Me                                    | Scott, Davis                                                  |                                                           | 4:06  |

| 18. | Try/Love Rain (Remix) (featuring Mos Def) | Scott, James Poyser | Knockin' da Boots de H-Town | 10:07 |

## Certifications
| Pays        | Association  | Certification | Ventes      |
| ----------- | ------------ | ------------- | ----------- |
| Canada      | Music Canada | Or            | 50 000 +    |
| Royaume-Uni | BPI          | Or            | 100 000+    |
| États-Unis  | RIAA         | 2 × Platine   | 2 500 000 + |